# Нахджаван
Нахджава́н (Нахчаван, Нахтчаван, Нахчыван, Нахчиван; арм. Նախճավան) или Нахиджева́н (Нахичеван, Нахичевань; арм. Նախիջևան) — историко-географический регион на территории современного Азербайджана, первоначально гавар Великой Армении в составе ашхара (провинции) Васпуракан. Часть исторической Восточной Армении.
Позднее входил в состав Персии, Византии, Арабского халифата, различных армянских и тюркских государственных образований. В период Средневековья наименование «Нахчаван» / «Нахичеван» распространилось на более обширную область с центром в одноимённом городе. В середине XVIII века на этой территории было провозглашено Нахичеванское ханство, которое в 1828 году согласно Туркманчайскому договору было присоединено к Российской империи.
В наше время — часть Нахичеванской Автономной Республики (Азербайджан).

## Название

Великая Армения в I—IV вв., по карте-вкладышу ко II тому «Всемирной истории» (М., 1956)

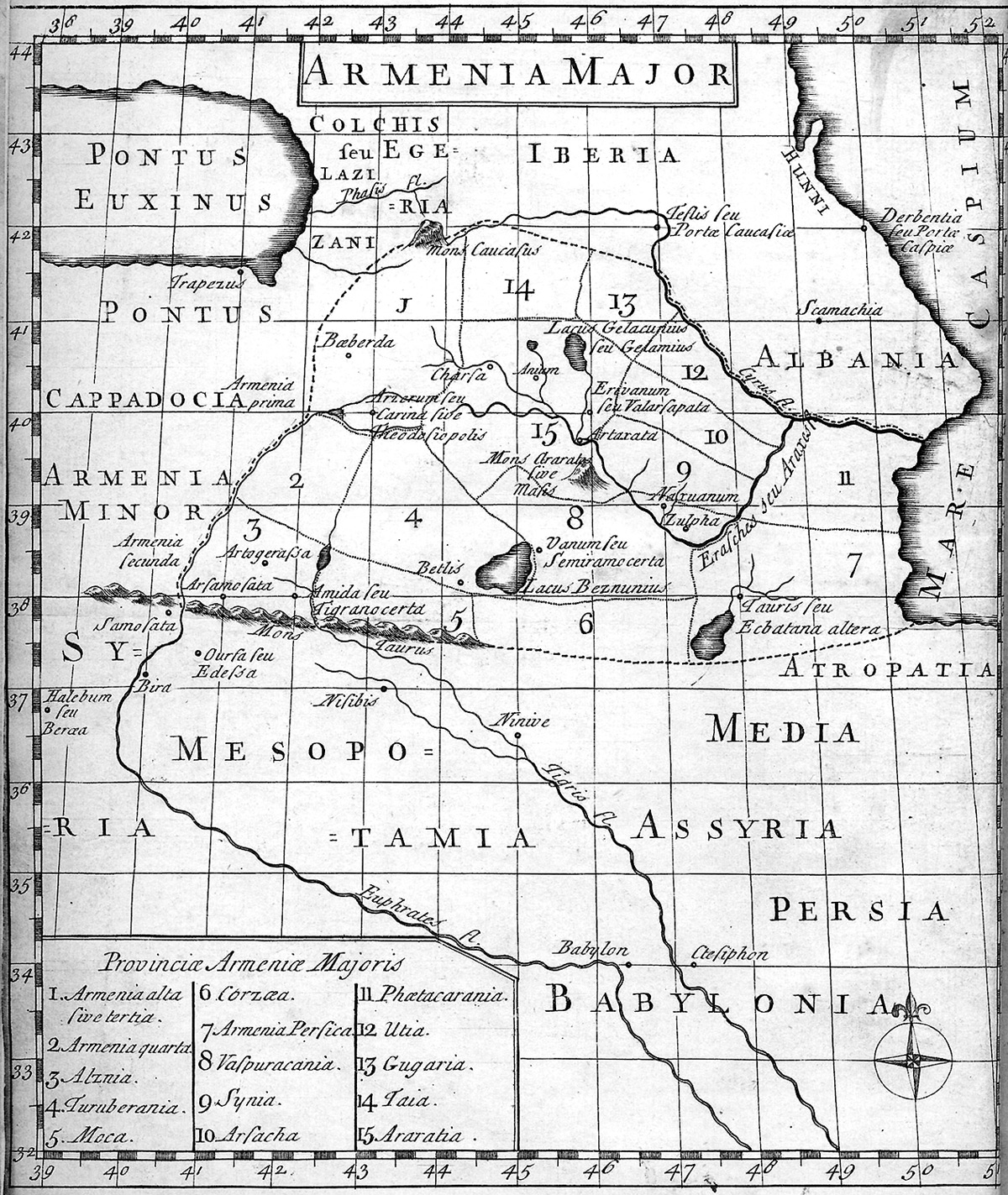
«Naxuanum» на карте из латинского перевода Мовсеса Хоренаци, 1736 год

Впервые город — центр региона был упомянут в Географии Птолемея под названием «Наксуана» (др.-греч. Ναξουάνα, лат. Naxuana). Армянский историк Моисей Хоренский называл его «Иджеваном».
Согласно толкованию иудейского историка Иосифа Флавия (I век), армянский топоним Нахджаван (Нахиджеван) означает «место первой высадки» (Ноева ковчега). Он писал, что город Нахиджеван был построен у подножия горы, к вершине которой во время библейского Всемирного потопа пристал Ноев ковчег.
Согласно М. Фасмеру, топоним Нахджаван (Нахичевань) происходит от арм.  собственного имени „Νaχič“ и слова „avan“ — местечко, др.-перс.  „avahana“ — „местечко, деревня“ (позднее тюркская трансформация дж → ч привела к образованию вариантов Нахичеван или Нахчыван). С этим толкованием соглашается немецкий филолог Г. Хюбшман.
В топонимическом словаре „Географические названия мира“ Е. М. Поспелова автор указывает, что в наиболее ранней письменной форме топонима Нахтчаван „нахтча“ др.-арм. представляет собой родоплеменное название, а элемент „ван“ (варианты „вани“, „вана“), очень продуктивный в древней топонимии Закавказья и Малой Азии, употреблялся со значениями „место“, „дом“, „земля“, „страна“, а также в роли суффикса принадлежности. Таким образом, с учётом древности топонима можно считать, что первичным было название местности Нахтчаван („земля рода нахтча“), а по ней затем получил название возникший на этой земле город.

## История

### В составе Великой Армении
С начала II в. до н. э. по 428 г. н. э. Нахджаван (Нахчуан) представлял собой один из гаваров наханга (провинции) Васпуракан — 8-й провинции Великой Армении.
Согласно армянскому историку Фавстосу Бузанду, в области Нахджаван царь Великой Армении Тигран Великий поселил евреев, которых он вывел из Палестины. Во время персидского нашествия на Армению в 369 году персы вывели из Нахджавана „две тысячи семейств армян и шестнадцать тысяч семейств евреев“.

### Средние века
С 428 года, после ликвидации Армянского царства, территория Нахджавана входила в состав Армянского марзпанства Сасанидского Ирана, с 623 года — Византии, а в середине VII века всё Закавказье, в том числе Нахджаван, попало под власть Арабского халифата и было объединено в составе единого Армянского эмирата.
Как отмечается в «Энциклопедии ислама», в арабскую эпоху Нахджаван (Нашава) входил в число важнейших городов Армении, наряду с Двином, Эриванью, Кумайри (Гюмри), Гянджой и Ордубадом.

Роберт Хьюсен. Сюник и соседние территории в VII—XI вв.

В 705 году арабы заживо сожгли в церквях Нахджавана 800 представителей армянской знати, приглашённых ими якобы для заключения договора.
В IX веке население этой области было связано с движением Бабека, хотя большой роли в нём не играло.
В конце IX века Нахджаван был отвоёван у арабов вторым царем Армянского царства — Смбатом I Багратуни, который в 891—892 году отдал его на правах условного владения князю Сюника. В 902 году Смбат передал его владетелю Васпуракана Ашоту Арцруни, а после смерти последнего в 904 году — вновь владетелю Сюника Смбату. После этого Нахджаван оставался в составе Сюника, который со временем стал фактически независимым от Ани.
Позднее за контроль над этой территорией боролись курдская династия Шеддадидов, иранская династия Саларидов и Раввадиды.
В 1064 году Нахджаван (Нахичеван) был завоёван сельджукским султаном Алп-Арсланом. В XII столетии Нахичеван был одной из столиц государства Ильдегизидов.
С начала XIII века в Нахичеване правили армянские князья из родов Орбелянов и Прошьянов, которые, как видно из летописи Степаноса Орбеляна (XIII в.), сохранили своё значение и после тюркского завоевания.
В XIII—XIV веках Нахичеван подвергся нашествиям монголов и Тамерлана. Гийом де Рубрук, посетивший город после монгольского нашествия, пишет, что он «прежде был столицей некоего великого царства и величайшим и красивейшим городом; но татары обратили его почти в пустыню. Прежде в нём было восемьсот армянских церквей, а теперь только две маленькие, а остальные разрушили сарацины».
В XV веке Нахичеван входил в состав государств Кара-Коюнлу и Ак-Коюнлу, в XVI веке оспаривался Турцией и державой Сефевидов. Примерно в 1500 году в Персидской Армении к северу от реки Аракс поселяется тюркское кочевое племя кангарлу (кенгерли), насчитывавшее 4-5 тыс. человек.

### Вытеснение армянского населения тюрками
Уже в сельджукскую эпоху на всём Армянском нагорье начался многовековой процесс оттеснения армянского и курдского населения пришлым тюркским, особенно усилившийся после нашествий Тимура. В период монгольского владычества Северная Армения подвергается разрушению и разграблению, а с конца XIII века принявший ислам Газан-хан подвергает гонениям армянское население, особенно в Нахичеване и соседних областях. Процесс изгнания армян из Нахичевана усилился с конца XVI — начала XVII вв., в период османо-персидских войн, когда значительное большинство армянского населения Нахичеванской области либо погибло, либо было угнано в Персию. Аракел Даврижеци, современник „Великого сургуна“ (арм. Մեծ սուրգուն — Великое изгнание), организованного персидским шахом Аббасом I в 1604 году, писал: „…он превратил в необитаемую [пустыню] благоденствующую и плодородную Армению. Ибо при переселении он изгнал в Персию [жителей] не одного или двух, а многих гаваров, начиная с границ Нахичевана через Ехегадзор, вплоть до берегов Гегамских…“. Одновременно, в XVI—XVII веках, Закавказье не только стихийно, но и целенаправленно заселялось курдами и туркменскими кочевыми племенами, которых местные правители рассматривали как свою опору.
Количество армян, переселённых из Восточной Армении в Персию, оценивается, по разным данным, от 250 тыс. до 300 тыс. человек.
Число армян, переселённых в тот период из одной лишь Джульфы, составило от 20 тыс. человек до 12 тыс. семейств. Аббас был настолько непреклонен в своей решимости оставить Джульфу безлюдной, что на следующий год послал армию, чтобы изгнать около тысячи вернувшихся жителей города, а в 1616/17 годах вновь изгнал около тысячи семей из разрушенного города и окрестностей.
Тем не менее турецкий путешественник Эвлия Челеби, посетивший Нахичеванский край в 1648 году, называл Нахичеван «гордостью среди городов иранской земли» и писал, что «город украшают 10 000 больших домов, крытых глиной; имеется 70 соборных мечетей и мест поклонения, 40 квартальных мечетей, 20 домов для приезжих, 7 бань, около 1 000 лавок».

### XVIII—XIX века

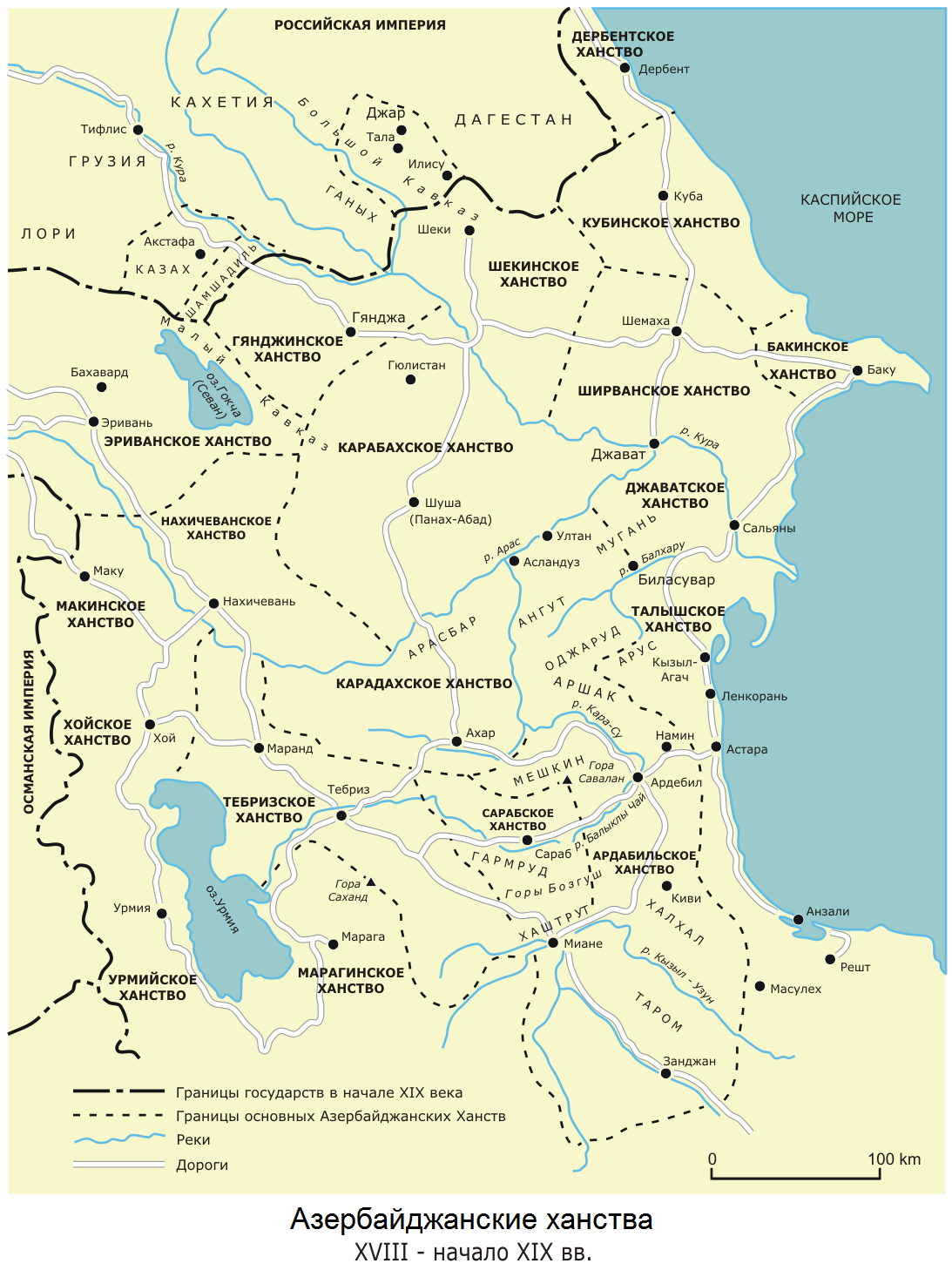
Ханства Восточного Закавказья и Северного Ирана, XVIII — начало XIX вв.

В 1720-х годах некоторые территории (район Ордубад-Агулис) Нахичеванского края были заняты Давид Беком и Мхитаром Спарапетом — предводителями армянского национально-освободительного движения в Сюнике (Зангезуре).
В 1746 году Надир-шах приказал переселить 1000 армянских семейств из Нахичевана в Хорасан.
В середине XVIII в. после гибели Надир-шаха Гейдар-Кули хан из рода кенгерли провозгласил Нахичеванское ханство, которое находилось в формальной зависимости от Ирана.
В начале XIX века регион стал ареной русско-персидских войн. По Гюлистанскому трактату Россия отказалась от попыток захватить Нахичеванское ханство, признав его «в совершенной власти» Персии, однако в ходе новой русско-персидской войны Нахичеван был занят войсками генерала Паскевича, встреченными населением с полной покорностью, и на основании подписанного в 1828 году Туркманчайского договора Нахичеванское и Эриванское ханства были переданы шахом «в совершенную собственность» России.
Ханы Нахичеванские остались фактическими правителями Нахичеванского края. Келбали Хан Нахичеванский был в своё время ослеплён Ага-Мохаммед ханом Каджаром, что вызвало в семье естественную ненависть к династии Каджаров, в результате его сын, правитель ханства Эхсан-хан Кенгерли вместе с братом Шейх-Али беком добровольно перешёл на сторону России, оказав важную помощь в войне с Персией, за что ему был пожалован чин полковника русской службы, и он был назначен наибом Нахичеванской провинции, а Шейх-Али бек — наибом Ордубадской провинции (округа).

### В составе Российской империи (1828—1917)

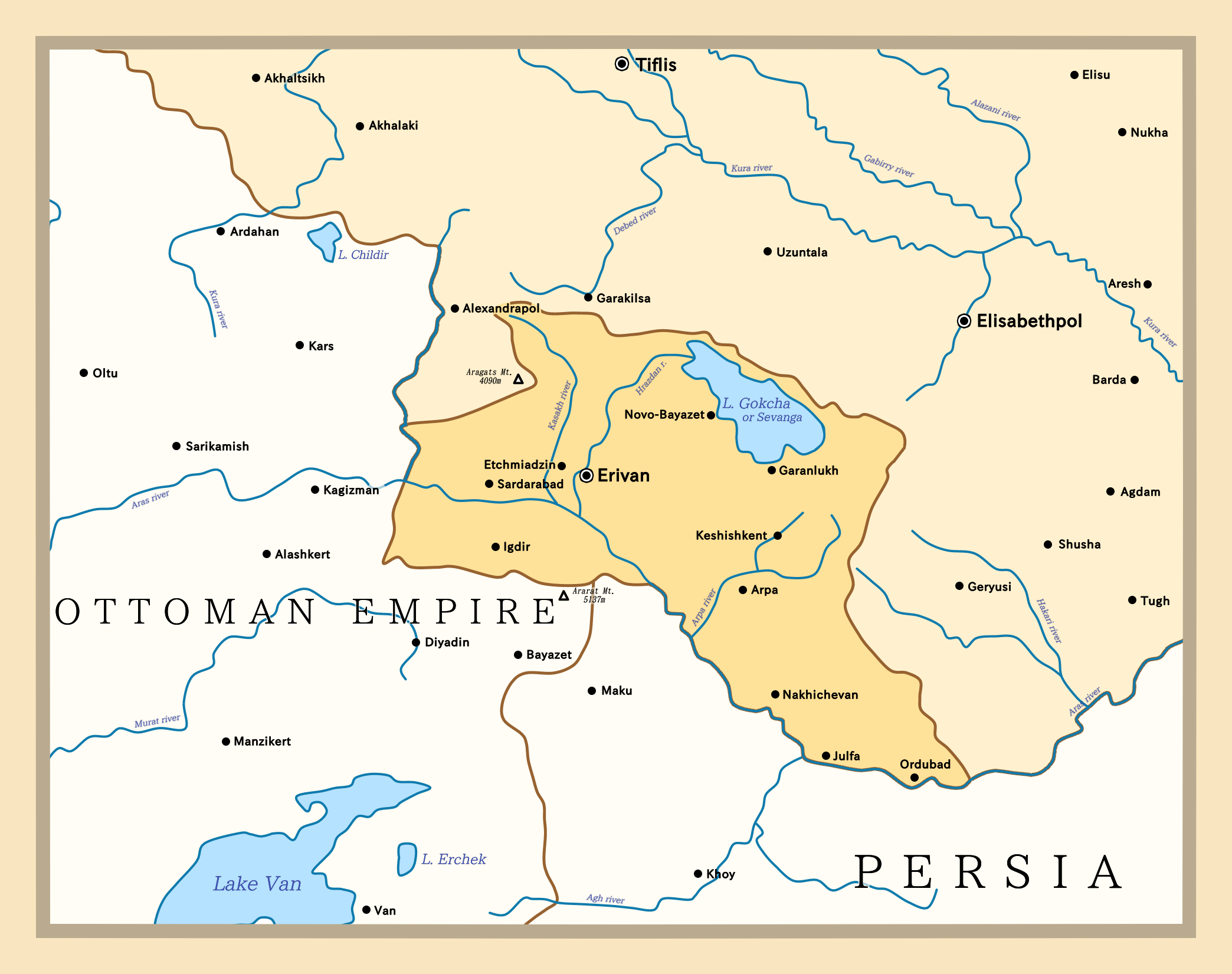
Армянская область

Указом императора Всероссийского Николая I от 21 марта 1828 года сразу же после заключения Туркманчайского мирного договора от 10 февраля (22) 1828 года из присоединённых к Российской империи Нахичеванского и Эриванского ханств была образована Армянская область в составе Российской империи, включавшая Эриванскую, Нахичеванскую и Ордубадскую провинции.
Согласно условиям Туркманчайского мира, Комитетом министров Российской империи было организовано массовое переселение в Армянскую область армян из Персии. Это вызвало недовольство мусульманского населения, и чтобы снизить напряжённость в регионе, российский посол в Персии А. С. Грибоедов рекомендовал командующему российской армией на Кавказе графу И. Ф. Паскевичу дать приказ о перемещении в Даралагёз части армян, переселившихся из Персии в Нахичеван.
В 1829—1832 годах численность местного населения присоединённых территорий составляла:
- населения мусульманского вероисповедания:
  - в провинции Нахичеванской — 17 138 человек
  - в округе Ордубадском — 7 247 человек
- армян (христианского вероисповедания):
  - в провинции Нахичеванской — 13 360 человек (из них переселенцев — 10 670)
  - в округе Ордубадском — 3 728 человек (из них переселенцев — 1 340)[59].

В 1840 году в результате административной реформы на территориях упраздненных Армянской области, Грузинской губернии, Имеретинской области, образовалась Грузино-Имеретинская губерния, которая была разделена на уезды, в том числе Нахичеванский уезд, образованный путем объединения Нахичеванской и Ордубадской провинций Армянской области. В 1846 году на территории упраздненной Грузино-Имеретинской губернии были образованы Кутаисская и Тифлисская губернии, Нахичеванский уезд вошёл в состав последней. В 1849 году часть территории Нахичеванского уезда была передана новообразованному Ордубадскому, и оба уезда вошли в состав новообразованной Эриванской губернии. В 1867 году был упразднен Ордубадский уезд, часть его территории была включена в Нахичеванский уезд. В 1870 году Шарурский участок был отделен от Эриванского уезда и отнесен к Нахичеванскому. В 1874 году из северной части Нахичеванского уезда выделен Шаруро-Даралагезский уезд. 
Согласно Первой Всеобщей Переписи населения Российской империи 1897 года всего в уезде проживало 100 771 человек, из них грамотных 6 248 (6,2 %), в том числе в городах Нахичевань — 8790 чел., Ордубад — 4611 чел..
| Год  | Армяне           | Татары (азербайджанцы) | Курды        | Евреи       | Великорусы (русские), малорусы (украинцы), белорусы | Ассирийцы (айсоры) | Остальные (поляки, греки, грузины, таты и др.) |
| ---- | ---------------- | ---------------------- | ------------ | ----------- | --------------------------------------------------- | ------------------ | ---------------------------------------------- |
| 1896 | 42,21 %          | 56,95 %                | 0,56 %       | ---         | 0,22 %                                              | ---                | 0,06 %                                         |
| 1897 | 34 672 (34,41 %) | 64 151 (63,66 %)       | 639 (0,63 %) | 4 (<0.01 %) | 1 014 (1,01 %)                                      | 9 (<0.01)          | 282 (0,28 %)                                   |

По данным «Кавказского календаря» на 1915 год, к началу 1914 году в уезде проживало 136 174 человек, из них: мусульман-шиитов — 80 826, армян — 53 684, русских — 842 и др.

### ПослеОктябрьской революции 1917 года
4 июня 1918 года Турция подписала с Арменией Договор о мире и дружбе. Турция признала независимость Армении в пределах той территории, которую к этому времени контролировало её правительство, — она ограничивалась Новобаязетским уездом, а также восточными частями Александропольского, Эриванского, Эчмиадзинского и Шарур-Даралагезского уездов. Среди прочих территорий к Турции отошёл Нахичеванский уезд.